# Eagle Lake (Maine)
Eagle Lake è una città degli Stati Uniti d'America ubicata nello Stato del Maine e nella contea di Aroostook. 

## Geografia
Secondo l'Ufficio del censimento degli Stati Uniti d'America, Eagle Lake si estende su una superficie totale di 102,26 km², di cui 96,76 km² sulla terraferma e 5,49 km² sull'acqua. 

## Società

### Evoluzione demografica
Secondo il censimento USA del 2010, Eagle Lake ha 864 abitanti, con una densità di popolazione di 8,45 abitanti per km². Il 97,2% della popolazione è composto da bianchi, l'1,3% da nativi americani, lo 0,1% da isolani dell'Oceano Pacifico, lo 0,1% da altre razze e l'1,3% da persone appartenenti a due o più razze.